# Chaetomiopsis
Chaetomiopsis — монотиповий рід грибів родини Chaetomiaceae. Назва вперше опублікована 1990 року.

## Класифікація
До роду Chaetomiopsis відносять 1 вид:
- Chaetomiopsis dinae

## Поширення та середовище існування
Знайдений на оброблюваному ґрунті в Єгипті.